# Raketa (ur)
Raketa (ryska: Paкéтa) är en rysk ur- och klocktillverkare med säte i Sankt Petersburg. Företaget ägs av Petrodvorets Watch Factory, vilket är Rysslands äldsta fabrik, grundad av Peter den store, 1721. 
Raketa har sedan 1961 tillverkat helmekaniska armbandsur för bland annat Röda armén, Sovjetiska flottan, polarexpeditioner, samt civila personer. Idag är Raketa en av få klocktillverkare som skapar sina urverk från början till slut.